# Димитър Димитров (лекар)
Вижте пояснителната страница за други личности с името Димитър Димитров.
Димитър Илиев Димитров е български хирург, професор, един от основоположниците на сърдечносъдовата хирургия в България.

## Биография
Димитър Димитров е роден във Варна в семейството на Илия Димитров, фелдшер и Гинка Трайкова. Има две сестри – Русанка и Мария. Завършва медицина в Белград и София.
Хирург в първата българска медицинска бригада в Корея, 1952 – 1953 г. През 1956 г. извършва първата си успешна сърдечна операция. Прави над десет хиляди операции, от които над четири хиляди на сърце. Основател и пръв директор (1972 – 1977) на Научния институт по сърдечносъдови заболявания, днес Национална кардиологична болница.
Извършва за първи път в България (1962) сърдечни операции под екстракорпорално кръвообращение, първите операции (1969) с поставяне на изкуствена сърдечна клапа, както и първите операции (1962 – 1963) на деца със сложни вродени сърдечни малформации.
Има 280 научни публикации главно в областта на сърдечно-съдовата хирургия, 70 научни труда. Признати три рационализации (две през 1963 г. и една през 1965 г.) и едно изобретение (1965). Заслужил (1972) и народен (1978) деятел на науката.

## Памет
На Димитър Ил. Димитров е наречена улица в квартал „Киноцентъра III“ в София (Карта).